# Czerwona panika

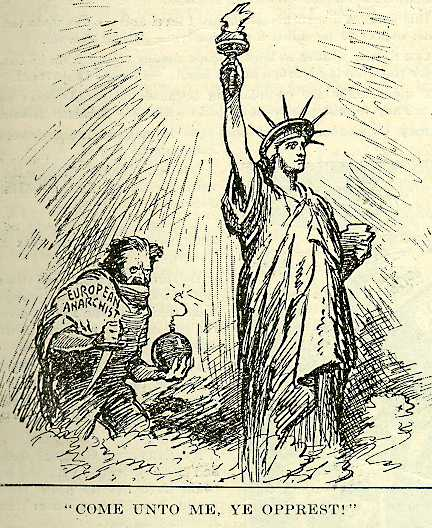
Plakat propagandowy z okresu czerwonej paniki ukazująca anarchistów usiłujących zniszczyć Statuę Wolności

Czerwona Panika (ang. Red Scare) – termin odnoszący się do dwóch okresów silnego antykomunizmu w historii Stanów Zjednoczonych: pierwszy w latach 1919–1920, drugi, związany z zimną wojną, od 1947 do 1957 roku.
Oba etapy czerwonej paniki charakteryzowały się strachem przed rzekomymi wpływami komunistów w społeczeństwie amerykańskim. Pierwsza czerwona panika związana była ze strachem przed rosnącym w siłę anarchizmem i związkami zawodowymi, druga dotyczyła oskarżeń o infiltrację amerykańskiego rządu.
Skutkiem wszechobecnego strachu i podejrzliwości charakteryzujących badane zjawisko były agresywne śledztwa i – szczególnie w pierwszym okresie – liczne aresztowania, wyroki (zdarzały się przypadki kary 20 lat więzienia za rozdawanie ulotek) i deportacje ludzi sympatyzujących z anarchistami, komunistami i propagujących ideologię czy polityczne ruchy socjalistyczne.
Obecnie prawo do zgromadzeń w Stanach Zjednoczonych zabrania skazywania obywateli jedynie za przynależność do grup wywrotowych. Jednakże w opisywanym okresie ustawa o szpiegostwie (ang. Espionage Act of 1917) została rozszerzona przepisami ustawy o działalności wywrotowej (ang. Sedition Act of 1918). Według tych przepisów „atakowanie” (czyli krytyka) rządu Stanów Zjednoczonych stawała się przestępstwem; uprawniały one również Poczmistrza generalnego Stanów Zjednoczonych (ang. United States Postmaster General) do zatrzymywania korespondencji skierowanej do i od „podejrzanych obywateli” (np. komunistów, socjalistów i anarchistów). W 1921 roku Kongres Stanów Zjednoczonych uchylił ustawę z 1918 roku, ale główne przepisy ustawy o szpiegostwie nadal pozostają w mocy.
Rząd stworzył tajną organizację kierowaną przez J. Edgara Hoovera. Hoover zgromadził karty katalogowe ponad 150 000 osób i 60 000 organizacji. Następnie rozpoczęto kampanie przeciwko obcokrajowcom, pierwszym celem był znajdujący się na Manhattanie rosyjski Dom Ludowy gdzie 183 osoby zostały aresztowane i brutalnie pobite. Jednego dnia agenci rządu aresztowali 6000 osób. Kongres ustanowił uchwałę deportującą obywateli innych krajów przebywających w USA ze względu na ich domniemaną działalność w organizacjach lewicowych. Kolejnym krokiem było zaostrzenie ustawy imigracyjnej, mocno ograniczającej imigrację z Europy południowej i wschodniej.
Pierwsza fala czerwonej paniki doprowadziła do fali rasistowskich zamieszek zwanych czerwonym latem, których ofiarami padły mniejszości narodowe i rasowe zamieszkujące Stany Zjednoczone. Do ostatnich takich zamieszek doszło 1 października 1919 roku w Elaine w stanie Arkansas. Zamordowano tam od 100 do 200 Afroamerykanów oraz 5 białych mieszkańców. Powodem linczu było przekonanie, że czarni farmerzy ze związku Progressive Farmers and Household Union of America tworzą niebezpieczną organizację socjalistyczną.